# Maxime Roustan
Pour les articles homonymes, voir Roustan.
Maxime Roustan, né le 1er juillet 1898 à Vallauris (Alpes-Maritimes) et mort le 27 juin 1986 à Antibes (Alpes-Maritimes), est un homme politique français.

## Biographie
Issu d'une famille de notables azuréens, il entame comme ses frères une carrière militaire, en pleine guerre mondiale, qu'il abandonne après deux années de services, en 1919.
Il s'oriente alors vers des études de médecine, et s'installe à Antibes où il exerce à partir de 1928. Il devient par la suite chef du service de chirurgie de l'hôpital de cette ville, tout en étant officier médecin réserviste.
Actif dans la vie locale, il est aussi président du club de football professionnel d'Antibes.
Volontaire pour exercer comme médecin-chef en 1939, il participe ensuite sur le tard à la résistance, au sein des FFI.
Tant son action dans la résistance que son activité professionnelles lui valent, en 1953, la légion d'honneur.
Entretemps, il s'était engagé en politique. Conseiller municipal d'Antibes en 1945, conseiller général des Alpes-Maritimes la même année, il est constamment réélu par la suite.
Suppléant de Bernard Cornut-Gentille, élu député en 1958, il lui succède à l'assemblée nationale lorsque celui-ci entre au gouvernement, en février 1959, et siège comme apparenté au groupe UNR.
Son soutien indéfectible aux gouvernements Debré, puis Pompidou, conduit à une rupture politique avec Cornut-Gentille qui se choisit un autre suppléant pour les élections de 1962.
Roustan avait cependant entamé son retrait de la vie politique, ayant abandonné le conseil municipal en 1960, puis le conseil général l'année suivante.
Il prend sa retraite professionnelle en 1965.

## Détail des fonctions et des mandats
Mandat parlementaire
- 9 février 1959 - 9 octobre 1962 : Député de la 5e circonscription des Alpes-Maritimes